# Шиманский, Юлиан Александрович
Юлиа́н Алекса́ндрович Шима́нский (5 [17] декабря 1883, Ташкент — 11 апреля 1962, Ленинград) — советский учёный, академик АН СССР (1953). Автор многочисленных трудов по строительной механике, теории корабля и общего кораблестроения.
Лауреат Сталинской премии первой степени (1941). Заслуженный деятель науки и техники РСФСР (1941).

## Биография

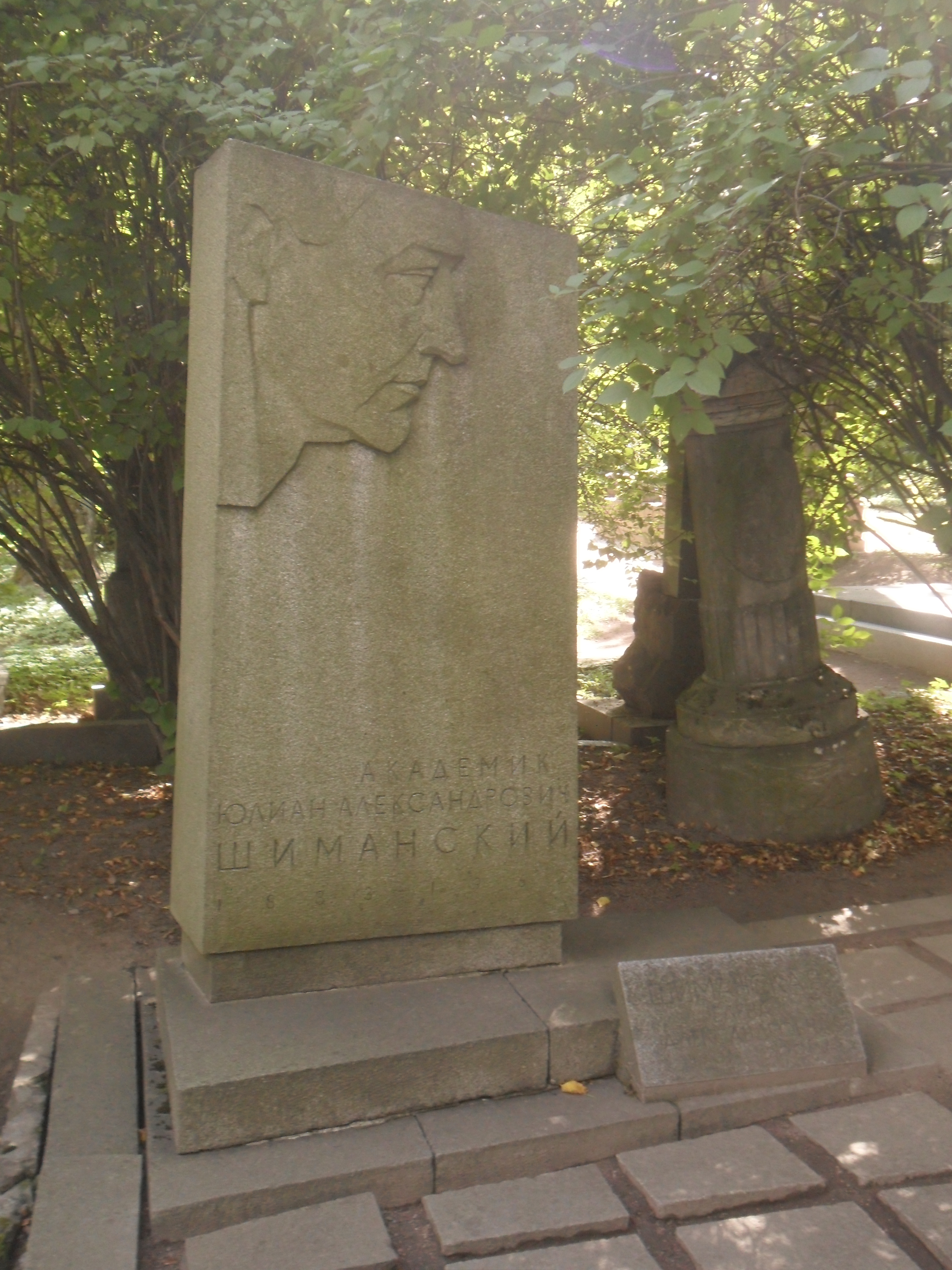
Могила Ю. А. Шиманского на Литераторских мостках в Санкт-Петербурге

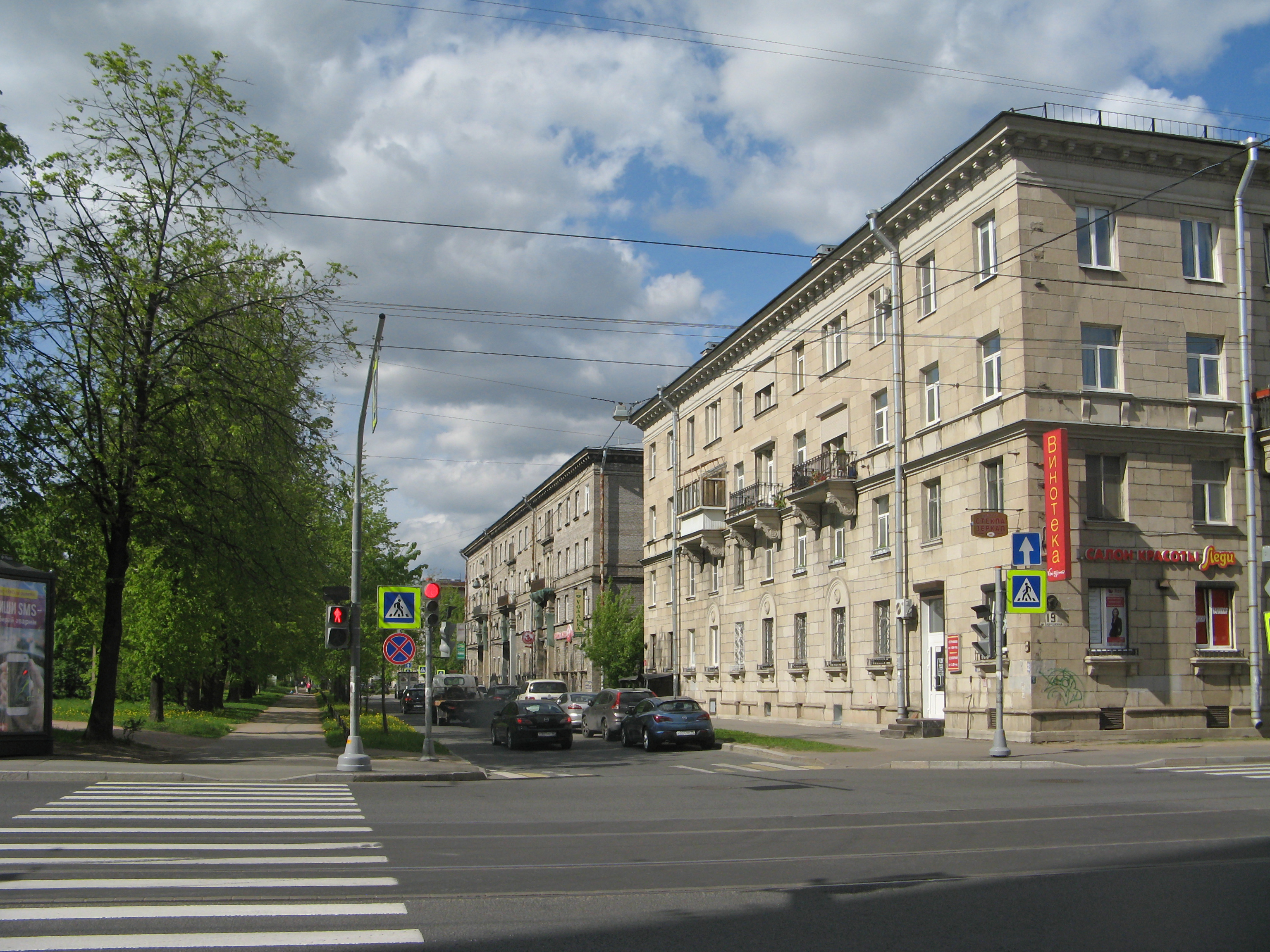
Улица Академика Шиманского в Санкт-Петербурге

В 1905 окончил Морское инженерное училище, в 1910 — Военно-морскую академию в Санкт-Петербурге. 

1910—1912 Помощник строителя линейных кораблей «Петропавловск» и «Севастополь» на Балтийском судостроительном и машиностроительном заводе. 

1912—1916 Помощник инспектора классов в Морском инженерном училище в г. Кронштадте; преподаватель основных кораблестроительных дисциплин на кораблестроительном отделении училища. 

1916—1925 Начальник судостроительной технической конторы Северной судостроительной верфи Путиловского завода, где руководил разработкой рабочих чертежей лёгких крейсеров типа «Бутаков» и миноносцев типа «Новик». 

1920—1934 Старший руководитель циклов кораблестроительных дисциплин и начальник кораблестроительного факультета Военно-морской академии. 

1925—1927 Начальник кораблестроительного отдела Технического управления РККФ 

1927—1932 Преподаватель Высшего военно-морского инженерного училища. Начальник кораблестроительной секции Научно-технического комитета РККФ. 

1930 Избран членом президиума правления Всесоюзного научного инженерно-технического общества судостроения и членом редколлегий журналов «Судостроение» и «Труды ВНИТОСС». 

1932—1938 Начальник секции прочности. 

1933 Избран членом-корреспондентом Академии наук СССР 

(01.02.1933 Член-корреспондент АН — Отделение математических и естественных наук) 

1930(?1932)—1938 Начальник отдела прочности Центрального научно-исследовательского института, председатель научно-технического совета института, председатель комиссии по бронированию кораблей. 

1938 Ответственный руководитель работ по прочности кораблей. Награждён юбилейной медалью «XX лет службы в РККА». Высшей аттестационной комиссией утверждён в звании профессора.
1938—19(12 (???1945) Председатель Научно-технического совета Центрального научно-исследовательского института. 

1940 Присвоено звание «Почётный полярник». 

1941 Присвоено звание заслуженного деятеля науки и техники РСФСР. Удостоен Государственной премии первой степени за труд «Динамический расчёт судовых конструкций». 

1943 Награждён орденом Ленина за выдающиеся заслуги в области военного кораблестроения и подготовки инженеров-кораблестроителей в связи с 60-летием со дня рождения. 

1945 Награждён орденом Трудового Красного Знамени за выдающиеся заслуги в развитии науки и техники в связи с 220-летием Академии наук СССР. 

1945—1950 Заведующий кафедрой строительной механики корабля Ленинградского кораблестроительного института. 

1947 Избран председателем правления Всесоюзного научного инженерно-технического общества судостроения. Назначен председателем Технического совета по сварке. 

1948 Избран председателем судостроительной секции Ленинградского Дома учёных. 

1950 Удостоен звания заслуженного члена Всесоюзного научного инженерно-технического общества. 

1953 Избран действительным членом Академии наук СССР. 

(23.10.1953 Академик АН — Отделение технических наук (кораблестроение))
1954 Награждён орденом Трудового Красного Знамени за выслугу лет и безупречную работу. Избран председателем Совета Ленинградского Дома учёных. 

1955 Избран председателем центрального правления Научно-технического общества судостроительной промышленности и почётным его членом. Избран членом Центрального Комитета профсоюза рабочих машиностроения. 

1956 Избран членом Английского общества корабельных инженеров. 

1962. — 11 апреля Ю. А. Шиманский умер. Похоронен на Литераторских мостках в Санкт-Петербурге.
В Ленинграде проживал в доме № 1 по ул. Школьной.

## Основные труды
- Шиманский Ю. А. Строительная механика подводных лодок. — Л., 1948.
- Шиманский Ю. А. Проектирование прерывистых связей судового корпуса. — Л., 1949.
- Шиманский Ю. А. Динамический расчёт судовых конструкций, 3 изд. — Л., 1963.

## Награды и премии
- орден Ленина (1943)
- два ордена Трудового Красного Знамени (10 июня 1945; 1954)
- медали
- заслуженный деятель науки и техники РСФСР (1941)
- Почётный полярник (1940)
- Сталинская премия I степени (1941) — за научную работу «Динамический расчёт судовых конструкций», опубликованную в 1940 году

## Память
Именем академика названа улица в Санкт-Петербурге.